# 玛丽·卡尔金斯
玛丽·卡尔金斯（Mary Whiton Calkins，1863年3月30日—1930年2月27日）是一位美国哲学家、心理学家，第一位当选为美国心理学会主席的女性。  
1863年3月30日，玛丽·卡尔金斯出生在美国康涅狄格州哈特福德（一说生于纽约州布法罗）。1881年全家迁往马萨诸塞州牛顿市，次年进入进入史密斯学院，一年后因为姐姐的死亡而被迫中断学业。她于1887年进入卫斯理女子学院，担任希腊文教师。1890年-1895年，她在哈佛大学师从威廉·詹姆斯和雨果·闵斯特伯格，进修心理学课程，并完成了关于记忆的学位论文，成绩优秀，而且有威廉·詹姆斯和喬賽亞·羅伊斯的推荐，但因为是女性，而无法获得博士学位。1891年，她在卫斯理建立了女子大学中第一个心理学实验室。1896年，她提出测量学习与记忆的配对联想法。

拉德克利夫女子学院曾要授予她博士学位，但她拒绝了。1905年和1918年，她当选为美国心理学会和美国哲学学会第一位女性主席。1930年，因患癌症逝于马萨诸塞州牛顿市。